# علاء كاطع
علاء كاطع (بالإنجليزية: Alaa Gatea)‏؛ مواليد 3 مايو 1987 في العراق، هو لاعب كرة قدم عراقي يلعب لنادي الزوراء كحارس مرمى. بدأ علاء كاطع مسيرته الرياضية عام 2006 مع نادي الطلبة.

## روابط خارجية
- علاء كاطع على موقع قاعدة بيانات كرة القدم.إي يو (الإنجليزية)
- علاء كاطع على موقع ناشيونال فوتبول تيمز (الإنجليزية)
- علاء كاطع على موقع عالم كرة القدم.نت (الإنجليزية)